# Kodeks postępowania w sprawach o wykroczenia (2001)
Kodeks postępowania w sprawach o wykroczenia – podstawowy akt prawny regulujący polskie postępowanie w sprawach o wykroczenia.

## Struktura redakcyjna kodeksu
- Dział I: Zasady ogólne (art. 1–8)
- Dział II: Sąd (art. 9–16)
  - Rozdział 1: Właściwość i skład sądu (art. 9–15)
  - Rozdział 2: Wyłączenie sędziego (art. 16)
- Dział III: Strony, obrońcy i pełnomocnicy (art. 17–31)
  - Rozdział 3: Oskarżyciel publiczny (art. 17–19)
  - Rozdział 4: Obwiniony i jego obrońca (art. 20–24)
  - Rozdział 5: Pokrzywdzony, oskarżyciel posiłkowy i pełnomocnicy (art. 25–31)
- Dział IV: Czynności procesowe (art. 32–38)
- Dział V: Dowody (art. 39–44)
  - Rozdział 6: Przepisy ogólne (art. 39–40)
  - Rozdział 7: Przeprowadzanie poszczególnych dowodów. Przeszukanie (art. 41–44)
- Dział VI: Środki przymusu (art. 45–53)
  - Rozdział 8: Zatrzymanie (art. 45–47)
  - Rozdział 9: Zabezpieczenie i zajęcie przedmiotów (art. 48)
  - Rozdział 10: Kary porządkowe i pozostałe środki przymusu (art. 49–53)
- Dział VII: Czynności wyjaśniające (art. 54–56a)
- Dział VIII: Postępowanie zwyczajne (art. 57–88)
  - Rozdział 11: Wszczęcie postępowania. Orzekanie przed rozprawą (art. 57–64)
  - Rozdział 12: Przygotowanie do rozprawy (art. 65–69)
  - Rozdział 13: Rozprawa (art. 70–84)
  - Rozdział 14: Postępowanie w sprawach osób podlegających orzecznictwu sądów wojskowych (art. 85–88)
- Dział IX: Postępowania szczególne (art. 89–102)
  - Rozdział 15: Postępowanie przyspieszone (art. 89–92)
  - Rozdział 16: Postępowanie nakazowe (art. 93–94)
  - Rozdział 17: Postępowanie mandatowe (art. 95–102)
- Dział X: Środki odwoławcze (art. 103–109)
- Dział XI: Nadzwyczajne środki zaskarżenia (art. 110–113)
  - Rozdział 18: Kasacja (art. 110–112)
  - Rozdział 19: Wznowienie postępowania (art. 113)
- Dział XII: Postępowanie po uprawomocnieniu się orzeczenia (art. 114–116)
  - Rozdział 20: Odszkodowanie za niesłuszne ukaranie lub zatrzymanie (art. 114–116)
- Dział XIIa: Postępowanie w sprawach ze stosunków międzynarodowych (art. 116a–116b)
  - Rozdział 20a: Wystąpienie do państwa członkowskiego Unii Europejskiej o wykonanie postanowienia o zatrzymaniu dowodów lub mającego na celu zabezpieczenie mienia oraz wykonanie orzeczenia sądu lub innego organu państwa członkowskiego Unii Europejskiej o zatrzymaniu dowodów lub mającego na celu zabezpieczenie mienia (art. 116a)
  - Rozdział 20b: Wystąpienie do państwa członkowskiego Unii Europejskiej o wykonanie grzywny, środków karnych w postaci nawiązki lub obowiązku naprawienia szkody lub też orzeczenia zasądzającego koszty postępowania oraz wykonanie orzeczenia sądu lub innego organu państwa członkowskiego Unii Europejskiej o karach o charakterze pieniężnym (art. 116b)
- Dział XIII: Koszty postępowania (art. 117–119)